# Hyles stricta
Hyles stricta är en fjärilsart som beskrevs av Tutt 1904. Hyles stricta ingår i släktet Hyles och familjen svärmare. Inga underarter finns listade i Catalogue of Life.